# Oscar 2011
Cea de-a 83-a ediție a Premiilor Academiei Americane de Film a avut loc în ziua de 27 februarie 2011 la Kodak Theatre din Hollywood, California. 

## Cel mai bun film
- Discursul regelui  (King's Speech) – Iain Canning, Emile Sherman și Gareth Unwin

## Cel mai bun regizor
- Tom Hooper  – Discursul regelui

## Cel mai bun actor
- Colin Firth – Discursul regelui, Regele George al VI-lea

## Cea mai bună actriță
- Natalie Portman – Lebăda neagră în rolul Nina Sayers/Lebăda neagră

## Cel mai bun actor în rol secundar
- Christian Bale – The Fighter, rolul Dicky Eklund

## Cea mai bună actriță în rol secundar
- Melissa Leo – The Fighter, rolul Alice Ward

## Cel mai bun scenariu original
- Discursul regelui – David Seidler

## Cel mai bun scenariu adaptat
- The Social Network – Aaron Sorkin, după The Accidental Billionaires de Ben Mezrich

## Cel mai bun film de animație
- Toy Story 3 – Lee Unkrich

## Cel mai bun film străin
- In a Better World  – Danemarca, regizor Susanne Bier

## Cel mai bun documentar
- Inside Job – Charles H. Ferguson și Audrey Marrs

## Premiul Irving G. Thalberg
- Francis Ford Coppola

## Multiple nominalizări și câștiguri
| Multiple nominalizări: - 12: The King's Speech - 10: True Grit - 8: Inception și The Social Network - 7: The Fighter - 6: 127 Hours - 5: Black Swan și Toy Story 3 - 4: The Kids Are All Right și Winter's Bone - 3: Alice în Țara Minunilor - 2: Biutiful, Harry Potter and the Deathly Hallows: Part 1 și How to Train Your Dragon | Multiple câștiguri: - 4: Inception și The King's Speech - 3: The Social Network - 2: Alice în Țara Minunilor, The Fighter și Toy Story 3 |